# Mahériv
Mahériv (ucraniano: Маге́рів; polaco: Magierów) es un asentamiento de tipo urbano de Ucrania, constituido administrativamente como una pedanía del municipio rural de Dobrosýn, en el raión de Leópolis de la óblast de Leópolis.
En 2017, el asentamiento tenía una población de 2005 habitantes.
Se ubica unos 10 km al oeste de la capital municipal Dobrosýn y unos 20 km al sur de Rava-Ruska.

## Historia
Se conoce la existencia del pueblo en documentos desde el siglo XIV, cuando era una pequeña localidad agrícola habitada principalmente por rutenos. En 1591 se refundó como ciudad y en 1595 adoptó el Derecho de Magdeburgo. En 1657 tuvo lugar aquí la batalla de Magierów de la guerra de los Trece Años, en la que las tropas de Esteban Czarniecki derrotaron a las de Jorge Rákóczi II. Tras las Particiones, pasó a formar parte del reino de Galicia y Lodomeria, donde su estatus se redujo al de miasteczko. En la Segunda República Polaca, la mitad de los habitantes eran ucranianos, un cuarto judíos y otro cuarto polacos.
En 1940, la RSS de Ucrania le dio el estatus de capital distrital (que perdió en 1959) y asentamiento de tipo urbano. Hasta la reforma territorial de 2020, fue sede de un ayuntamiento urbano en el raión de Zhovkva, que incluía como pedanías a Birky y Velyke Peredmistia. En la reforma territorial de 2020, este ayuntamiento se fusionó con varios consejos rurales vecinos para dar lugar a un municipio urbano; sin embargo, la ubicación periférica de Mahériv hizo que el nuevo ayuntamiento trasladase su sede al vecino pueblo de Dobrosýn, formando un municipio rural que en algunos documentos sigue mencionándose como "Dobrosýn-Mahériv" (Добросинсько-Магерівська сільська громада).